# Espen Ruud
Pour les articles homonymes, voir Ruud.
Espen Ruud est un footballeur norvégien né le 26 février 1984 à Porsgrunn.
Il joue au poste d'arrière droit.

## Équipe nationale
- Norvège : 33 sélections
- Première sélection le 14 novembre 2009 : Suisse - Norvège (0-1)

Espen Ruud obtient sa première sélection lors d'un match amical contre la Suisse, en novembre 2009, et pendant lequel il entre en cours de jeu.

## Carrière
| Saison  | Club         | Pays     | Championnat        | Coupes d'Europe   | Norvège              |
| ------- | ------------ | -------- | ------------------ | ----------------- | -------------------- |
| 2003    | ODD Grenland | Norvège  | 2 matchs           |                   |                      |
| 2004    | ODD Grenland | Norvège  | 9 matchs           | 2 matchs          |                      |
| 2005    | ODD Grenland | Norvège  | 21 matchs / 1 but  |                   |                      |
| 2006    | ODD Grenland | Norvège  | 24 matchs / 5 buts |                   |                      |
| 2007    | ODD Grenland | Norvège  | 23 matchs / 8 buts |                   |                      |
| 2008    | ODD Grenland | Norvège  | 7 matchs / 2 buts  |                   |                      |
| 2008/09 | OB Odense    | Danemark | 31 matchs / 4 buts | 1 match           |                      |
| 2009/10 | OB Odense    | Danemark | 32 matchs / 1 but  | 4 matchs          | 2 sélections         |
| 2010/11 | OB Odense    | Danemark | 32 matchs / 6 buts | 9 matchs          | 8 sélections         |
| 2011/12 | OB Odense    | Danemark | 31 matchs / 3 buts | 10 matchs / 1 but | 9 sélections / 1 but |
| 2012/13 | OB Odense    | Danemark | 32 matchs / 3 buts |                   | 9 sélections         |

## Palmarès
OB Odense
- Vice-champion du Danemark en 2009 et 2010.